# Calzadilla (Cáceres)
Calzadilla (Carzaílla en extremeño) es un municipio español, en la provincia de Cáceres, comunidad autónoma de Extremadura. Pertenece al partido judicial de Coria y a la mancomunidad del Valle del Alagón.
El pueblo es conocido por el Lagarto de Calzadilla. Según la historia que se narra en la localidad, un pastor pidió a la imagen del Cristo de la Agonía que su cayado se convirtiera en una escopeta, para poder matar a un gran lagarto que se estaba comiendo a sus ovejas. Existen restos de dicho animal en el museo de la localidad.

## Geografía física

### Localización
El municipio se localiza entre los 40°3′ de latitud y los 6°31′ de longitud O. Pertenece al partido judicial de Coria y a la mancomunidad del Valle del Alagón. Tiene un área de 76,34 km² con una población de 459 habitantes y una densidad de 5,96 hab/km².
El término municipal de Calzadilla limita con:
- Santibáñez el Alto al norte.
- Guijo de Coria al este.
- Coria al sur.
- Gata, Huélaga y Casas de Don Gómez al oeste.

### Hidrografía
Entre las corrientes de agua destacan: 
- Río Árrago: afluente del río Alagón, limita el término por el Oeste y da lugar al embalse de Borbollón que abastece a los regadíos cercanos.
- Arroyo Patana: nace en el municipio de Guijo de Coria y tiene en el término municipal de Calzadilla cuatro afluentes: arroyo Pelea, arroyo de la Riguera, regato Alcantarilla y regato Cañal de Bravo.

### Orografía
El relieve es ondulado con serratas como las de San Blas, El Sierro, Los Cuestos y el teso Águila y las lomas de Valconejo y San Antón.

## Naturaleza

### Fauna y flora
El municipio cuenta con dos Dehesas: La Zarzuela y El Rebollar, ejemplos de ecosistema de bosque mediterráneo con predominio de alcornocal, encina, rebollo y algún mesto. Desde hace siglos mantienen un aprovechamiento sostenible. En la Dehesa El Rebollar se encuentra un núcleo zoológico con especies de caza mayor como ciervo y gamo. También hay alojamientos rurales con chozos y cabañas.

### Geología
El sustrato geológico está formado por estratos de pizarras precámbricas.

## Historia

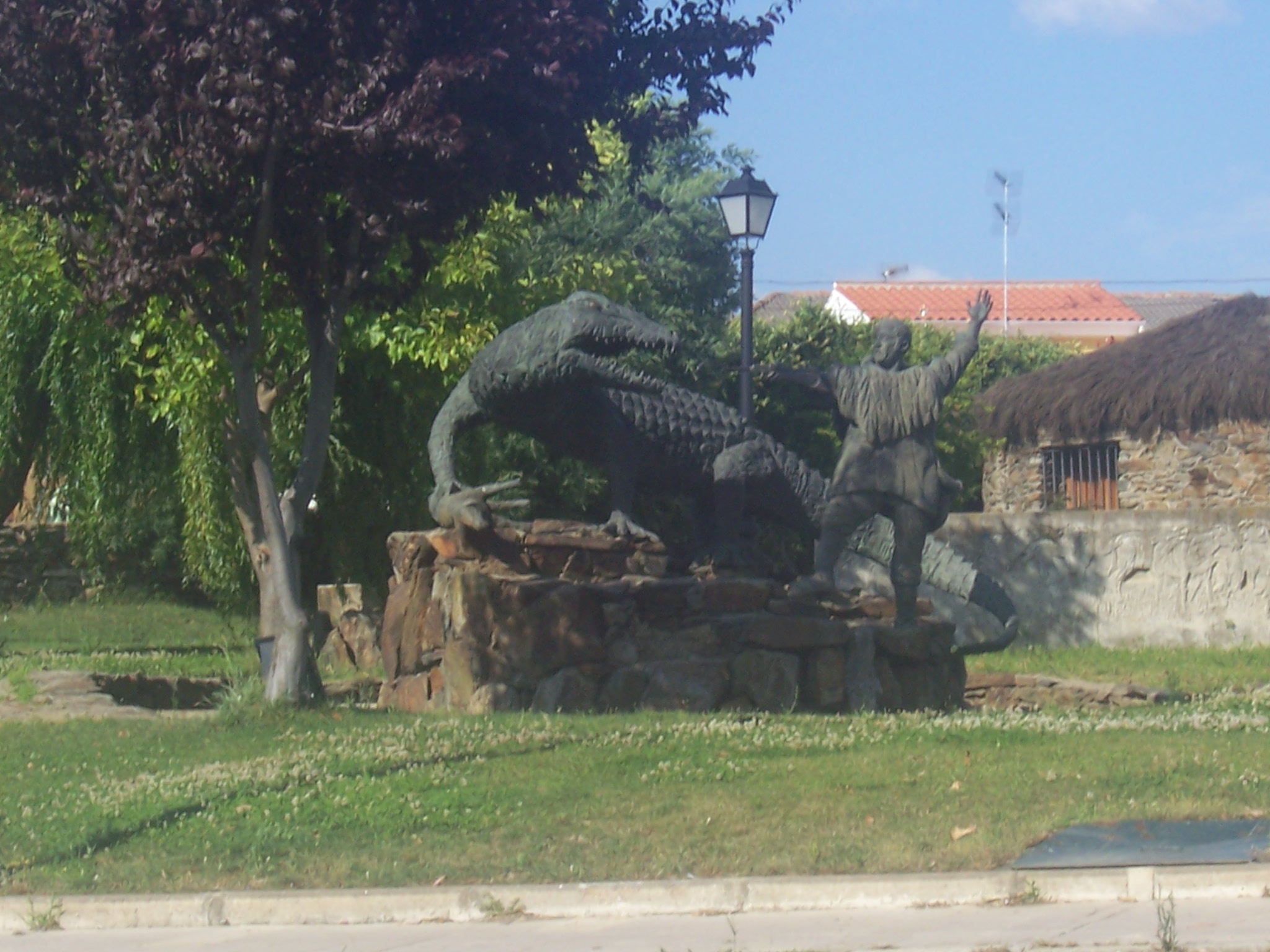
Estatua del pastor cazando al lagarto frente a la ermita del Cristo de la Agonía.

Aunque no existe constancia documental de ello, ya que los archivos municipales fueron quemados por las tropas francesas en la guerra de la Independencia española, se podría decir que los orígenes de Calzadilla (antiguamente denominada Calzadilla de la Cuesta por los restos de la antigua calzada romana que unía Coria y Guijo de Coria y de la que existen restos en la zona del Sierro y la calleja de “Guingao”) se remontan a épocas muy antiguas, como lo demuestran numerosos hechos como la existencia de un castro celta en la zona de la dehesa denominada los tesoros y una serie de tumbas antropomórficas, de las cuales hay dos conjuntos sepulturales y una tumba aislada. A pesar de que se sabe poco de ellas, probablemente fueron de la época visigoda o medieval.
Además, en la zona denominada El Chivote, hay unas antiguas minas de oro de la época romana. Se puede observar una zanja escombrada donde los romanos extrajeron el oro. Esta zanja fue estudiada en los años 1950 y se construyó un pozo con la esperanza de encontrar oro allí.
A la caída del Antiguo Régimen la localidad se constituye en municipio constitucional en la región de Extremadura, partido judicial de Coria, entonces conocido como Calzadilla, que en el censo de 1842 contaba con 220 hogares y 1205 vecinos.
En 1975, Calzadilla fue uno de los cuatro municipios fundadores de la Mancomunidad de San Marcos, que en 2006 se unió a la Mancomunidad Valle del Alagón para formar la Mancomunidad Integral Valle del Alagón, de la cual el pueblo forma parte en la actualidad.

## Demografía
Calzadilla cuenta con una población de 455 habitantes (INE 2024).
| Gráfica de evolución demográfica de Calzadilla entre 1842 y 2021                                                    |
| |
| Población de derecho según los censos de población del INE Población de hecho según los censos de población del INE |

## Transportes
Carreteras
| Nombre                    | Lugar de entrada al pueblo | Lugares a los que va                                             |
| ------------------------- | -------------------------- | ---------------------------------------------------------------- |
| EX-204 Avenida de Viriato | Norte de la localidad      | Lleva a Guijo de Coria, Villa del Campo y Pozuelo de Zarzón.     |
| EX-204 Avenida de Viriato | Sur de la localidad        | Lleva a la EX-108, desde donde se puede ir a Moraleja o a Coria. |
| Camino de Casas Rubio     | Oeste de la localidad      | Lleva a Huélaga.                                                 |

Autobús
De lunes a viernes sale a las 8:10 un autobús a Coria, procedente de la sierra de Gata. El viaje de vuelta sale a las 14:45 y va a Guijo de Coria, Pozuelo de Zarzón, Villanueva de la Sierra y Hoyos.

## Servicios públicos

### Educación
Calzadilla cuenta con un colegio público, el CP Cristo de la Agonía.

## Patrimonio
En Calzadilla se encuentran las siguientes iglesias y ermitas:
- Iglesia parroquial católica, del siglo XV con campanario del siglo XVI.
- Ermita del Cristo de la Agonía, del siglo XVI, que alberga una imagen del Cristo de la Agonía que se atribuye a Lucas Mitata y los restos del lagarto de Calzadilla.

## Cultura
El pueblo cuenta con una biblioteca, la Agencia de Lectura Luis Chamizo, que está incluida en el Sistema Bibliotecario Extremeño y en el Pacto Extremeño por la lectura. Se sitúa en la casa de la cultura y cuenta con más de dos mil libros.

## Patrimonio cultural inmaterial

### Festividades
En Calzadilla se celebran las siguientes fiestas locales:
- Baile de las Mondas
- Romería (lunes de cruces)
- Los Cristinos (1.ª quincena de agosto)
- El Cristo (15 de septiembre)
- Santa Catalina (25 de noviembre), patrona del pueblo.

### Tradiciones
En Calzadilla hay leyendas como la Leyenda del Lagarto, la Leyenda del Pozo y la Tradición de la imagen del Cristo. Entre las canciones populares del lugar destacan Las Ganancias y La Pata y el Pie.

### Gastronomía
Los platos más típicos de Calzadilla son:
- El Burranco;
- Guirigai;
- Caldereta de Cordero o Cabrito;
- Gazpacho de Poleo;
- Sopas de tomate;
- Sopas de ajo;
- Migas.

En el pueblo también se siguen realizando las matanzas tradicionales en las cuales se elaboran embutidos típicos de éstas como:
- Patateras;
- Farinatos;
- Morcillas de Quico;
- Morcillas de Calabaza;
- Chorizos;
- Salchichones.

Dentro de la repostería, destacan dulces que se elaboran durante celebraciones como bodas, bautizos y comuniones:
- Floretas;
- Retorcios o Borrachos;
- Buñuelos o Pestiños;
- Perrunillas grandes y pequeñas.

Otros dulces típicos son magdalenas o los famosos bollos de leche.